# Contea di Zhaoping
La contea di Zhaoping (昭平县S, Zhāopíng XiànP) è una contea della Cina, situata nella regione autonoma di Guangxi e amministrata dalla prefettura di Hezhou.